# Bò Menorquina
Bò Menorquina là một giống bò có nguy cơ tuyệt chủng từ đảo Menorca thuộc vùng biển Địa Trung Hải, trong cộng đồng tự trị Tây Ban Nha của Quần đảo Balearic. Nó thuộc về nhóm bò đỏ convex-profiled, có phân bố trên khắp vùng Địa Trung Hải phía Bắc được cho là đã đi theo con đường của Văn hóa Bell-Beaker. Menorquina là giống bò sữa có nguồn gốc từ Tây Ban Nha duy nhất. Sữa của giống bò này đặc biệt thích hợp cho sản xuất pho mát, và được sử dụng để làm pho mát Mahón, trong đó có tình trạng DOP.

## Sử dụng và quản lý
Menorquina trước đây là một giống bò chăn nuôi với ba mục đích, được sử dụng như một động vật kéo cày và cho sản xuất sữa và thịt; nó hiện được nuôi chủ yếu để nhằm mục đích khai thác việc sản sinh sữa. Đây là giống bò sữa duy nhất của Tây Ban Nha, sản lượng sữa có thể vượt quá 4000 lít / chu kỳ sữa.:106 Sữa không thường được bán, nhưng được sử dụng để làm Formatge de Maó, một pho mát địa phương truyền thống có châu Âu đạt chứng nhận DOP của Liên minh châu Âu.:106
Menorquina thích nghi tốt với khí hậu và phong cảnh của khu vực Địa Trung Hải, và được sử dụng trong quản lý thực vật. Giống bò này có một mức độ đề kháng cao với piroplasmosis, là loài đặc hữu của Menorca.